# Mistrzostwa Azji w koszykówce 3×3
Mistrzostwa Azji w koszykówce 3×3 – turniej wyłaniający najlepsze drużyny Azji w koszykówce 3×3. Jednocześnie odbywają się turnieje męskie i żeńskie.

## Historia
Po raz pierwszy mistrzostwa Azji w koszykówce 3×3 odbyły się w 2013 w Dosze.

## Rezultaty

### Kobiety
| Rok  | Kraj     | Miasto     | Złoto                                                    | Srebro                                                   | Brąz                                                     | 4. miejsce                                               | źródło |
| ---- | -------- | ---------- | -------------------------------------------------------- | -------------------------------------------------------- | -------------------------------------------------------- | -------------------------------------------------------- | ------ |
| 2013 | Katar    | Doha       | Indie                                                    | Mongolia                                                 | Turkmenistan                                             | Hongkong                                                 | [ 1 ]  |
| 2017 | Mongolia | Ułan Bator | Australia                                                | Malezja                                                  | Chiny                                                    | Indie                                                    | [ 2 ]  |
| 2018 | Chiny    | Shenzhen   | Nowa Zelandia                                            | Chiny                                                    | Australia                                                | Japonia                                                  | [ 3 ]  |
| 2019 | Chiny    | Changsha   | Australia                                                | Kazachstan                                               | Japonia                                                  | Mongolia                                                 | [ 4 ]  |
| 2020 | Chiny    | Changsha   | Mistrzostwa zostały odwołane z powodu pandemii COVID-19. | Mistrzostwa zostały odwołane z powodu pandemii COVID-19. | Mistrzostwa zostały odwołane z powodu pandemii COVID-19. | Mistrzostwa zostały odwołane z powodu pandemii COVID-19. | [ 5 ]  |
| 2022 | Singapur | Singapur   | Chiny                                                    | Australia                                                | Indonezja                                                | Japonia                                                  | [ 6 ]  |

### Mężczyźni
| Rok  | Kraj     | Miasto     | Złoto                                                    | Srebro                                                   | Brąz                                                     | 4. miejsce                                               | źródło |
| ---- | -------- | ---------- | -------------------------------------------------------- | -------------------------------------------------------- | -------------------------------------------------------- | -------------------------------------------------------- | ------ |
| 2013 | Katar    | Doha       | Katar                                                    | Arabia Saudyjska                                         | Iran                                                     | Jordania                                                 | [ 1 ]  |
| 2017 | Mongolia | Ułan Bator | Mongolia                                                 | Nowa Zelandia                                            | Australia                                                | Kazachstan                                               | [ 2 ]  |
| 2018 | Chiny    | Shenzhen   | Australia                                                | Mongolia                                                 | Japonia                                                  | Nowa Zelandia                                            | [ 3 ]  |
| 2019 | Chiny    | Changsha   | Australia                                                | Mongolia                                                 | Chiny                                                    | Kazachstan                                               | [ 4 ]  |
| 2020 | Chiny    | Changsha   | Mistrzostwa zostały odwołane z powodu pandemii COVID-19. | Mistrzostwa zostały odwołane z powodu pandemii COVID-19. | Mistrzostwa zostały odwołane z powodu pandemii COVID-19. | Mistrzostwa zostały odwołane z powodu pandemii COVID-19. | [ 5 ]  |
| 2022 | Singapur | Singapur   | Australia                                                | Nowa Zelandia                                            | Chiny                                                    | Filipiny                                                 | [ 6 ]  |

## Tabela medalowa

### Kobiety
| Poz. | Państwo       | Złote | Srebrne | Brązowe | Razem |    |           |   |   |   |   |
| ---- | ------------- | ----- | ------- | ------- | ----- | -- | --------- | - | - | - | - |
| Poz. | Państwo       | Złote | Srebrne | Brązowe | Razem | 1. | Australia | 2 | 1 | 1 | 4 |
| 2.   | Chiny         | 1     | 1       | 1       | 3     |    |           |   |   |   |   |
| 3.   | Nowa Zelandia | 1     | –       | –       | 1     |    |           |   |   |   |   |
| 3.   | Indie         | 1     | –       | –       | 1     |    |           |   |   |   |   |
| 5.   | Kazachstan    | –     | 1       | –       | 1     |    |           |   |   |   |   |
| 5.   | Malezja       | –     | 1       | –       | 1     |    |           |   |   |   |   |
| 5.   | Mongolia      | –     | 1       | –       | 1     |    |           |   |   |   |   |
| 8.   | Indonezja     | –     | –       | 1       | 1     |    |           |   |   |   |   |
| 8.   | Japonia       | –     | –       | 1       | 1     |    |           |   |   |   |   |
| 8.   | Turkmenistan  | –     | –       | 1       | 1     |    |           |   |   |   |   |

### Mężczyźni
| Poz. | Państwo          | Złote | Srebrne | Brązowe | Razem |    |           |   |   |   |   |
| ---- | ---------------- | ----- | ------- | ------- | ----- | -- | --------- | - | - | - | - |
| Poz. | Państwo          | Złote | Srebrne | Brązowe | Razem | 1. | Australia | 3 | – | 1 | 4 |
| 2.   | Mongolia         | 1     | 2       | –       | 3     |    |           |   |   |   |   |
| 3.   | Katar            | 1     | –       | –       | 1     |    |           |   |   |   |   |
| 4.   | Nowa Zelandia    | –     | 2       | –       | 2     |    |           |   |   |   |   |
| 5.   | Arabia Saudyjska | –     | 1       | –       | 1     |    |           |   |   |   |   |
| 6.   | Chiny            | –     | –       | 2       | 2     |    |           |   |   |   |   |
| 7.   | Japonia          | –     | –       | 1       | 1     |    |           |   |   |   |   |
| 7.   | Iran             | –     | –       | 1       | 1     |    |           |   |   |   |   |